# Пирга
Пирга̀ (на гръцки: Πυργά) е село в Кипър, окръг Ларнака. Според статистическата служба на Република Кипър през 2001 г. селото има 572 жители.
Намира се на 4 km източно от Корнос.